# Antarktická vlajka
Antarktida není svébytným státem, a proto nemá žádnou oficiální vlajku. Přesto bylo vytvořeno několik návrhů pro celou Antarktidu, zvláštní vlajky užívají také jednotlivá teritoria.

## Návrhy Antarktické vlajky
Pro Antarktidu navrhli vexilologové několik vlajek (výběr):

### Antarktický smluvní systém

Vlajka Antarktického smluvního systému
Poměr stran: 2:3

Emblém Antarktického smluvního systému byl přijat 20. září 2002 a používá se i jako jeho vlajka, zejména při každoročních kongresech systému. Není používána jako vlajka pro celou Antarktidu. 

### Skutečný jih

Skutečný jih (True South) vlajka Antarktidy

Návrh vlajky Skutečný jih (True South) byl vytvořen v Antarktidě během zimy roku 2018. Od té doby si jej osvojila řada jednotlivců a organizací po celém světě. Návrh má následující význam:
| „ | Horizontální pruhy námořnictva a bílé představují dlouhé dny a noci v extrémní zeměpisné šířce Antarktidy. Uprostřed vybuchne z pole sněhu a ledu osamělý bílý vrchol, odrážející vrcholy hor, hor a tlakových vyvýšenin, které definují antarktický horizont. Dlouhý stín, který vrhá, tvoří nezaměnitelný tvar šipky kompasu namířené na jih, pocta odkazu průzkumu na kontinentu. Společně tyto dva tvary středu vytvářejí diamant, který symbolizuje naději, že Antarktida bude i nadále centrem míru, objevů a spolupráce pro další generace. | “ |

### Graham Bartram

Návrh Grahama Bartrama
Poměr stran: 2:3

Vexilolog Graham Bartram využil jako vzor vlajku OSN. Na světle modrém pozadí je umístěna bílá obrysová mapa Antarktidy. Tím má být symbolizována neutralita tohoto kontinentu. Poprvé se tyto vlajky v Antarktidě objevily v roce 2002. Tento návrh je v současné době používán jako emodži pro antarktickou vlajku na všech podporovaných platformách.

### Whitney Smith

Návrh Whitneyho Smithe
Poměr stran: 2:3

Návrh Whitneyho Smithe byl veřejnosti představen v roce 1978, dosud však nebyl v Antarktidě použit. Pozadí je vyplněno dobře viditelnou oranžovou, protože je to symbolická barva záchrany, je dobře vidět na sněhu, a navíc ji nepoužívá žádná jiná vlajka na světě. /“až na Irský pruh na vlajce”/ Na tomto pozadí jsou bílé symboly – písmeno A zastupuje Antarktidu samotnou a dvě lidské ruce představují mírové využití území. Kruhová výseč v dlaních symbolizuje polohu Antarktidy na jižní polokouli. Bílá barva znamená antarktický sníh a led.

### Dave Hamilton

Návrh Dave Hamiltona
Poměr stran: 1:2

Návrh Dave Hamiltona tvoří tři pruhy. Tmavě modrý horní pruh představuje noční oblohu, světle modrý dolní pruh představuje kry a žlutý proužek mezi nimi představuje jižní polární záři. V horním cípu je v tmavě modrém pruhu zobrazeno souhvězdí Jižního kříže.

## Vlajky teritorií
Některé ze států, jež si nárokují jednotlivá antarktická teritoria (Argentina, Austrálie, Chile, Francie, Nový Zéland, Norsko a Spojené království), užívají pro nárokovaná teritoria vlastní vlajky. Uvedeny jsou pouze vlajky teritorií, užívající vlastní vlajku, rozdílnou od vlajky státní. Dle Antarktického smluvního systému jsou však pozastaveny veškeré územní nároky suverénních států na území Antarktidy.

### Adélina země

Vlajka Francouzských jižních a antarktických území
Poměr stran: 2:3

Francouzské zámořské teritorium Adélina země je součástí Francouzských jižních a antarktických ostrovů, a proto se pro ni užívá stejná vlajka. Na tmavě modrém pozadí je umístěna francouzská vlajka, pět hvězd a písmena TAAF (Terres Australes et Antarctiques Françaises neboli Francouzská jižní a antarktická území).

### Britské antarktické území

Vlajka Britského antarktického území
Poměr stran: 1:2

Vlajka nárokovaného Britského antarktického teritoria má bílé pozadí, na němž je v horní žerďové čtvrtině v kantonu umístěna vlajka Spojeného království a vedle ní znak teritoria.

### Magallanes a Chilská Antarktida

Vlajka Magallanes a Chilské Antarktidy
Poměr stran: 2:3

Chilské antarktické území je součástí regionu Magallanes a Chilská Antarktida, a používá proto stejnou vlajku. Na modrém pozadí jsou zobrazeny hory a nad nimi souhvězdí Jižního kříže. Bílá linka oddělující hory od modrého pozadí symbolizuje sníh na vrcholcích.

### Ohňová země

Vlajka Ohňové země
Poměr stran: 2:3

Argentinská provincie Ohňová země užívá od roku 1999 vlajku se siluetou albatrosa a se souhvězdím Jižního kříže.